# هنري جاكوبسن
هنري جاكوبسن (بالنرويجية البوكمول: Henry Jacobsen)‏ هو سياسي نرويجي، ولد في 2 ديسمبر 1898 في النرويج، وتوفي في 16 يناير 1964. حزبياً، نشط في حزب العمال. وقد انتخب عضو برلمان النرويج ‏.